# Хесс, Вилли (композитор)
Ви́лли Хесс (нем. Willy Hess; 12 октября 1906, Винтертур, Швейцария — 9 мая 1997, там же) — швейцарский музыковед, композитор и педагог.

## Биография
В 1926—1929 годах учился в консерватории и в университете Цюриха у Фолькмара Андреэ, Пауля Мюллера-Цюриха и Вальтера Фрая. С 1930 года занимался преподаванием. В 1942—1971 годах играл на фаготе в Винтертурском симфоническом оркестре. Являлся видным исследователем творчества Людвига ван Бетховена; осуществил первые публикации ряда его произведений, вошедших впоследствии в подготовленное им «Дополнение к Полному собранию сочинений Бетховена» (нем. Beethoven. Supplement zur Gesamtausgabe, hrsg. von Willy Hess, Bd 1-14, Wiesbaden, 1960—1971). Как композитор был близок стилю венских классиков и ранних немецких романтиков.

## Сочинения
- опера-сказка «Смерть и маленькая девочка» / Der Tod und das kleine Mädchen (1935)
- кантата «Рождественская ночь» / Weihnacht (1933)
- симфония (1931)
- «Ixbeine infonа» для струнного оркестра (1930)
- серенада для камерного оркестра (1944)
- концерт для валторны с оркестром (1956)
- соната для фагота и малого оркестра (1952)
- серенада для 11 струнных и флейты (1940)
- сюита для 12 трубачей (1951)
- пьесы для различных духовых инструментов с фортепиано
- пьесы для фортепиано (около 80)
- хоры
- вокальные дуэты
- терцеты

## Литературные сочинения
- Beethovens Werke und ihre Gesamtausgabe // Schweizerisches Jahrbuch för Musikwissenshaft, Bd 5, 1931.
- Von den Grenzen und Ausdrucksmцglichkeiten der Künste. — Winterthur, 1932.
- Kunstwerk und Seele. — Lauf-Bern, 1933.
- Unbekannte italienische Gesänge Beethovens, "Schweizerische Musikpädagogische Blätter", 1936, 15. Juli, 1 August.
- Künstlerische Gesetzmäßigkeiten des von der Musik verklärten Dramas? — Zürich, 1939.
- Beethovens vokale und instrumentale Volksliedbearbeitungen, 1943.
- Das Bühnenbild R. Wagners. — Basel, 1950.
- Beethovens Oper "Fidelio" und ihre drei Fassungen. — Zürich, 1953.
- Die Wiener Handschrift zur ersten und zweiten Fassungen von Beethovens "Fidelio", "Mf", 1955, Bd 8, No 2.
- Ein ungedruckter Streichquintettsatz Beethovens, "SMz", 1955, Jahrg 95.
- Beethoven. — Zürich, 1956.
- Verzeichnis der nicht in der Gesamtausgabe veröffentlichten Werke Ludwig van Beethovens. Zusammengestellt für die Ergänzung der Beethoven-Gesamtausgabe. — Wiesbaden, Breitkopf & Härtel, 1957.
- Die Harmonie der Künste. — W., 1960.
- Die Dynamik der musikalischen Formbildung, Bd 1-2, W., 1960-64.
- Beethovens Bühnenwerke. — Gott., 1962.
- Vom Doppelantlitz des Bösen in der Kunst. — München, J. F. Lehmann, 1963.
- Parteilose Kunst - Parteilose Wissenschaft. Eine Auseinandersetzung mit dem Zeitgeist in der Musik. — Tutzing, Schneider, 1967.
- Beethoven-Studien. — Bonn — München, 1972.
- Beethoven. — Winterthur, 1977.
- Beethoven. Studien zu seinem Werk. — Winterthur, Amadeus-Verlag, 1981
- Das Fidelio-Buch. — Winterthur, Amadeus-Verlag, 1986.
- Hinter den Kulissen. Momentbilder und Anekdoten aus dem Leben eines Orchestermusikers. — Winterthur, Ed. Swiss Music, 1992

## Награды
- 1959 — приз Фонда Карла Генриха Эрнста